# David A. Hamade
David Ali Hamade (* 18. November 1978 in Beirut) ist ein deutscher Schauspieler.

## Leben
Hamade lebt seit 1989 in Berlin. Er absolvierte von 1998 bis 2001 ein Studium an der Berliner Schule für Schauspiel. Er wirkte in über 50 nationalen und internationalen Film- und Fernsehproduktionen mit. Als Gastschauspieler stand er deutschlandweit auf den Bühnen diverser Theaterhäuser, so 2024 am Schlosspark Theater Berlin.

## Filmografie (Auswahl)
- 2002: Befreite Zone
- 2003: Unser Charly
- 2003: Nordstadt
- 2004: Berlin - Abschnitt 40
- 2005: Abschnitt 40
- 2007: Gott schützt die Liebenden
- 2007: Die Treuetesterin
- 2008: Wege zum Glück
- 2010: Die Frau des Schläfers
- 2010: Zimtstern und Halbmond
- 2013: Bella Amore – Widerstand zwecklos
- 2014: SOKO Köln – Falschgeld
- 2015: Das Institut – Oase des Scheiterns
- 2015: Ostfriesisch für Anfänger
- 2016: Game Count, KINO
- 2016: Refuge, KINO
- 2016: Marie fängt Feuer – Für immer und ewig
- seit 2017: 4 Blocks (Fernsehserie)
- 2017: Tatort: Am Ende geht man nackt
- 2017: Das Institut, Oase des Scheiterns – Kallalabale und Liebe
- 2018: Beck is back! – Bis zum Äußersten
- 2019: Notruf Hafenkante – Patentochter
- 2019: Stenzels Bescherung
- 2021: Letzte Spur Berlin (Fernsehserie, 2 Folgen)
- 2021: Die Ibiza Affäre (Mini-Serie)
- 2021: Marie fängt Feuer – Helden des Alltags
- 2021, 2023: SOKO Leipzig (2 Folgen)
- 2021: Tilo Neumann und das Universum (Fernsehserie)

## Theater (Auswahl)
- 1999: Der Selbstmörder, TiK – bsfs
- 2000: Josephs Töchter, TiK – bsfs – Goethe-Institut
- 2004: Michael Kohlhaas, Bühne Wittenberg
- 2004: Wittenberg auf der Bühne, Bühne Wittenberg
- 2005: Dr. Faust zu Wittenberg, Bühne Wittenberg
- 2016: Einer Flog über das Kuckucksnest, Schlosspark Theater